# Јегуновце
Јегуновце (мкд. Јегуновце) је насеље у Северној Македонији, у северном делу државе. Јегуновце је седиште истоимене општине Јегуновце.

## Географија
Насеље Јегуновце је смештено у северном делу Северне Македоније. Од најближег већег града, Тетова, насеље је удаљено 17 km североисточно.
Јегуновце се налази у доњем делу историјске области Полог. Насеље је положено у северном делу Полошког поља. Око насеља пружа се поље, а источно се издиже Жеден планина. Вардар протиче источно од насеља. Надморска висина насеља је приближно 390 метара.
Клима у насељу је умерено континентална. 

## Становништво
Јегуновце је према последњем попису из 2002. године имало 846 становника.
Претежно становништво у насељу су етнички Македонци (95%), а остало су махом Цигани и Срби.
Већинска вероисповест је православље.